# Корольковы (купцы)
Корольковы — купцы Тобольска и Новониколаевска.

## Представители

### Семён, Фёдор и Иван
Семён Григорьевич — выходец из крестьянского сословия Верх-Ануйского села (Бийский уезд, Томская губерния). Вёл торговлю по свидетельству 2-го разряда, продавая хлеб, ткани и другую продукцию. Обороты торговли в Верх-Ануйском в 1897 году составили 20 тысяч рублей, прибыль — 2,5 тысяч рублей; внешнеторговые обороты достигали 25 тысяч рублей в 1896 году и 191 тысячу в 1910 году.
В 1909 году братья Семён, Иван и Фёдор Григорьевичи учредили в Верх-Ануйском Торговый дом «Братья Корольковы» с основным капиталом в 30 тысяч рублей. Дом действовал до 1916 года.

### Василий и Иван Семёновичи
Василий (31 июля 1862, Верх-Ануйское — 21 декабря 1937, Новосибирск) и Иван Семёновичи — крупные новониколаевские предприниматели начала XX века, сыновья Семёна Григорьевича. Василий Семёнович получил низшее образование. В Новониколаевске братья продавали хлеб по свидетельству 2-го разряда.
В 1902 году они организовали товарищество «Т. С. Лобастов, В. С. Корольков и К°» и построили паровую мельницу с машинной мощностью в 350 л. с. На 1 января 1909 года основной капитал товарищества достигал 315 тысяч рублей, 6 ноября 1910 года — 545 тысяч рублей, 110 тысяч из которых принадлежало Василию Семёновичу. Объём производства на мельнице в денежном выражении достигал 3 млн рублей, число работников — 100 человек, мощность паровой машины за последние годы равнялась 558 л. с.
В 1910 году кредит Т/Д в Сибирском торговом банке составил 250 тысяч рублей.
В 1914 году Т/Д стал частью объединения пароходовладельцев Барнаула и Новониколаевска («Соединённая пароходная компания»).
Также братья вели оптовую торговлю мясной продукцией в Новониколаевске.
Василий был старшиной новониколаевского биржевого комитета. После революции купец продолжил торговую деятельность и владел магазином в Новониколаевске.

#### Арест и расстрел Василия
17 декабря 1937 года Василий Корольков был арестован как «член новосибирской кадетско-монархической организации, готовящей свержение Сов. власти вооружённым путём», в этот же день был произведён первый и последний допрос, во время которого все «члены организации признали вину», рассказав о «своей деятельности». 17 декабря следствие было завершено, а 19 декабря был вынесен приговор о высшей мере наказания. 21 декабря 1937 года приговор приведён в исполнение.